# Comité Paralímpico Burundés
El Comité Paralímpico Burundés es el comité paralímpico nacional que representa a Burundi. Esta organización es la responsable de las actividades deportivas paralímpicas en el país. Es miembro del Comité Paralímpico Internacional y del Comité Paralímpico Africano.